# Strebers
Strebers är ett svenskt punkband som bildades år 1982. Bandets debutalbum "Ur led är" gavs ut i september 1986. Strebers upplöstes 1992 efter att trummisen och huvudsaklige textförfattaren Johnny Rydh omkommit i en bilolycka. De återstående medlemmarna bildade senare bandet Dia Psalma tillsammans med den f.d. Mercilesstrummisen Stefan "Stipen" Carlsson.

## Historia
Strebers bandmedlemmar, Micke "Ulke" Johansson,  Johnny Rydh, och Pelle Pettersson började spela ihop redan år 1980 - då under namnet Walter Carlssons Sendrag. År 1981 bytte gruppen namn till The Avoided som bl.a. innehöll Björn Karlsson på synth.  Denna grupp upplöstes dock efter en kort tid (en del Streberslåtar som "Ubåten" skrevs dock redan under denna tid).  Strebers bildades år 1982 av gitarristen och sångaren Micke "Ulke" Johansson, basisten Pelle Pettersson och trummisen Johnny Rydh. Micke Blomqvist var gitarrist i Strebers ett par år runt 1987 men lämnade gruppen igen då hans tidigare band, Asta Kask återförenades. Strebers splittrades 1988
men Johansson och Rydh bildade året därpå Sixguns tillsammans med basisten Fredrik "Ztikkan" Blomberg. Efter att Sixguns gett ut ett par singlar återtog gruppen namnet Strebers. Men pengar fattades och bandet hade dragit på sig skulder från Six Guns-singlarna så bandet gav ut nästa singel på Birdnest. Nu började Strebers dra till sig mer och mer fans och i och med albumet "I fädrens spår" så växte publiken ytterligare och när CD versionen av "Kallt stål, varmt blod" släpptes så sålde albumet i imponerande siffror
1992 omkom Johnny Rydh i en bilolycka. Ulke och Ztikkan spelade in Till en vän, som innehåller mest låtar med texter av Rydh och genomförde en avskedsturné där Stefan "Stipen" Carlsson deltog som trummis. Strebers lades ner, men Ulke och Ztikkan kom att tillsammans med Stipen bilda Dia Psalma. År 2000 återförenades bandet för en konsert på Smedjan i Köping och året efter genomförde gruppen en drygt två veckor lång återföreningsturné.
7 augusti 2014 meddelade föreningen Holmarna att de hade en exklusiv spelning med Dia Psalma och Strebers i Skutskärs folkets park, den 30 augusti samma år. Dia Psalma ska spela hela skivan Gryningstid och Strebers hela Kallt stål, varmt blod.
Strebers är alltjämt aktiva och gör ett antal liveframträdanden per år.

## Medlemmar
- Micke "Ulke" Johansson - sång, gitarr (1982-1992, 2001, 2003, 2010-2011, 2014-)
- Johnny Rydh - trummor (1982-1992)
- Fredrik "Ztikkan" Blomberg - bas (1988-1992, 2001, 2003, 2010-2011, 2014-)

- Pelle Pettersson - bas (1982-1988, 2001, 2003)
- Micke Blomqvist - gitarr (1987-1988)
- Pontus Tahir - gitarr (endast live, 2010-2011, 2014-)

## Diskografi

### Album
- 1986 - Ur led är...
- 1987 - Öga för öga  (mini-LP, med bonuslåtar på CD 1993)
- 1990 - I fädrens spår (gavs ut på CD som bonus på Kallt stål, varmt blod)
- 1991 - Kaos & skrål 85-87
- 1991 - Kallt stål, varmt blod (CD-utgåvan innehåller därtill hela I fädrens spår)
- 1992 - Till en vän
- 2000 - Blod, svett & tårar (dubbel-CD)
- 2001 - Meningslöst Liv(e) (livinspelning)
- 2016 - Kaos & Vrål (liveinspelning)

### Singlar
- 1985 - Ung & Arg
- 1986 - På Liv & Död
- 1988 - Bad Boys Behind Bars
- 1989 - Buenas noches from... hell (under namnet Six Guns)
- 1989 - Back from the dead (under namnet Six Guns)
- 1989 - Silver, sex & SixGuns (Under namnet Six Guns)
- 1990 - & Kråkan